# 栃原站

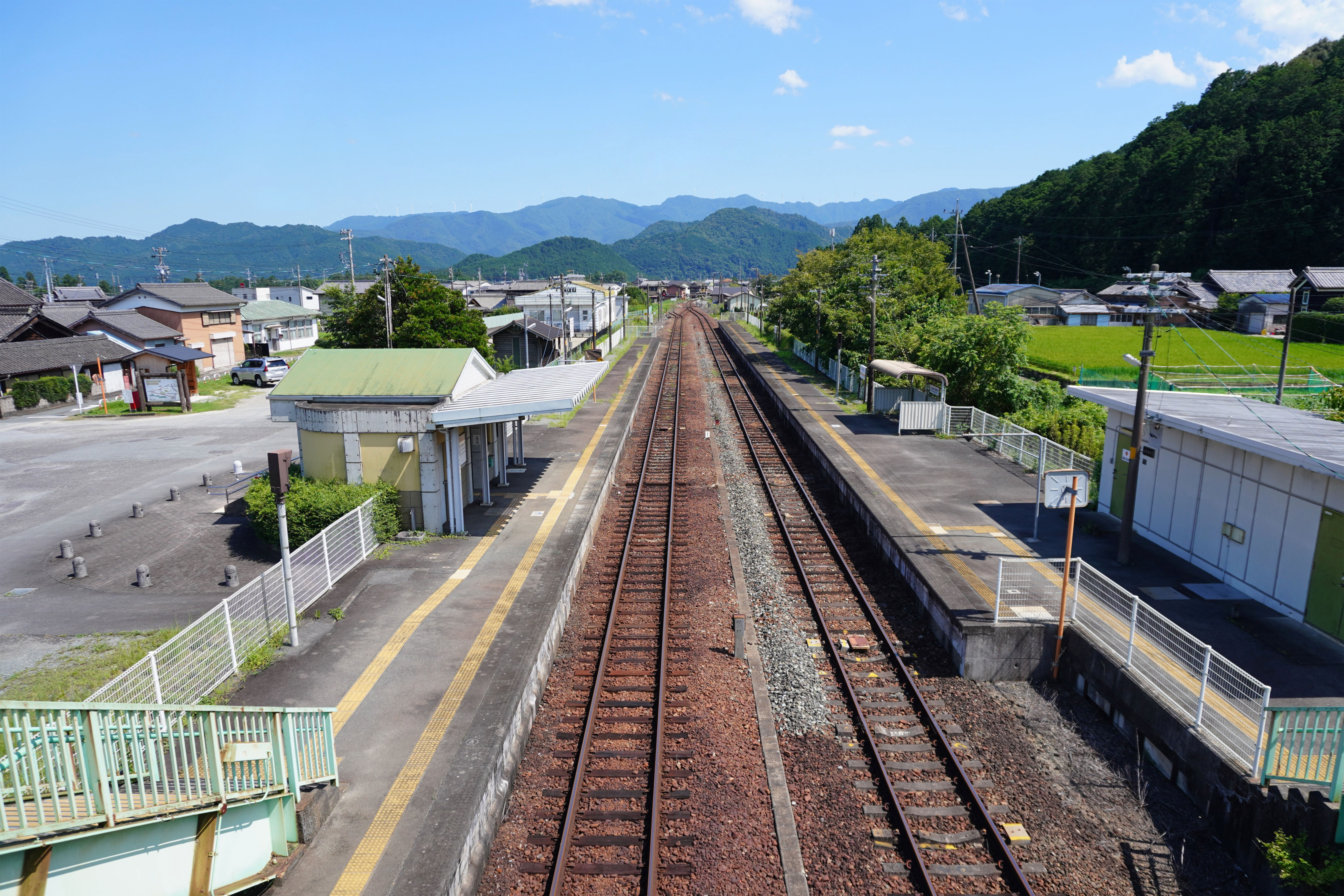
月台（2023年7月）

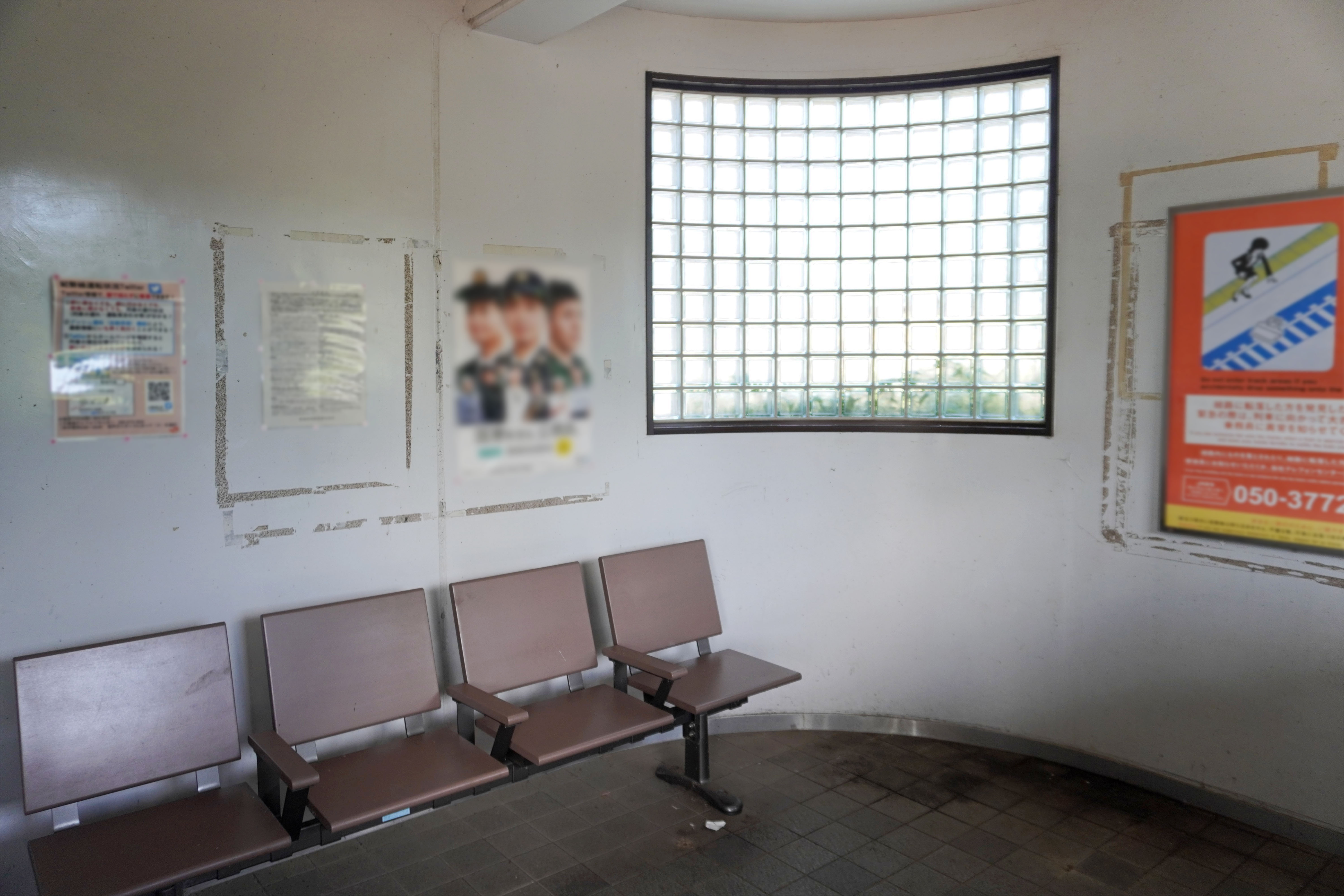
候車室内（2023年7月）

栃原站（日语：／ Tochihara eki */?）是位於三重縣多氣郡大台町栃原，東海旅客鐵道（JR東海）的紀勢本線車站。

## 歷史
- 1923年（大正12年）3月20日：紀勢東線相可口站（現時為多氣站）至此站之間開業，此站啟用[1]。
- 1923年（大正12年）9月25日：紀勢東線此站至川添站之間開業[1]。
- 1959年（昭和34年）7月15日：三木里站至新鹿站之間開通，同時路線改名為紀勢本線[1]。
- 1983年（昭和58年）12月21日：成為無人車站[2]。
- 1987年（昭和62年）4月1日：伴隨國鐵分割民營化，車站由東海旅客鐵道（JR東海）營運[1]。
- 2000年（平成12年）2月：木造車站大樓撤走，新建造的簡單車站大樓竣工。

## 車站構造
車站設有2面2線的相對式月台，可進行列車交會的地面車站。木造車站大樓已經撤走，現時的簡單車站大樓於2000年2月建成。兩月台設有跨線橋連接。車站由多氣站管理的無人車站。

### 月台
| 月台 | 路線      | 上下行 | 方向             |
| ---- | --------- | ------ | ---------------- |
| 1    | ■紀勢本線 | 下行   | 尾鷲、新宮方向   |
| 2    | ■紀勢本線 | 上行   | 松阪、名古屋方向 |

## 使用狀況
根據「三重縣統計書」，以下列出近年1日平均乘車人次。
| 年度   | 一日平均 乘車人次 |
| ------ | ----------------- |
| 1998年 | 206               |
| 1999年 | 202               |
| 2000年 | 181               |
| 2001年 | 175               |
| 2002年 | 159               |
| 2003年 | 151               |
| 2004年 | 142               |
| 2005年 | 143               |
| 2006年 | 140               |
| 2007年 | 144               |
| 2008年 | 145               |
| 2009年 | 147               |
| 2010年 | 127               |
| 2011年 | 124               |
| 2012年 | 121               |
| 2013年 | 137               |
| 2014年 | 137               |
| 2015年 | 138               |
| 2016年 | 122               |
| 2017年 | 111               |

## 車站周邊
- 川添神社
- 國道42號
- 大台町立日進小學
- 伊勢自動車道勢和多氣交流道
- 柳原觀音
- 熊野古道伊勢路 - 從此處通往田丸方向的道路。
- 栃原郵局
- 多気郡農協大台東部分店
- AQUAIGNIS（日语：アクアイグニス）多氣 （页面存档备份，存于）（預計2020年秋開業）

## 巴士路線
三重交通
- 栃原駅口巴士站
  - 54系統 松阪站前
  - 54系統 三瀨谷
- 栃原駅前巴士站
  - 54系統 三瀨谷

## 相鄰車站
東海旅客鐵道（JR東海）
紀勢本線
佐奈－栃原－川添

## 注腳